# Spiro Leka
Spiro Leka (født 1966) er en albansk basketballtræner.
Han var en træner for klubben U.S. Victoria Libertas Pallacanestro, der spiller i topniveau i Italien, Lega Basket Series A, mellem 2013 og 2018.